# Cirrhilabrus exquisitus
Cirrhilabrus exquisitus là một loài cá biển thuộc chi Cirrhilabrus trong họ Cá bàng chài. Loài này được mô tả lần đầu tiên vào năm 1957.

## Từ nguyên
Tính từ định danh exquisitus trong tiếng Latinh có nghĩa là "thanh tú; tinh tế", vì loài này được Smith mô tả là "một con cá nhỏ cực kỳ đẹp, màu sắc tinh tế".

## Phạm vi phân bố và môi trường sống

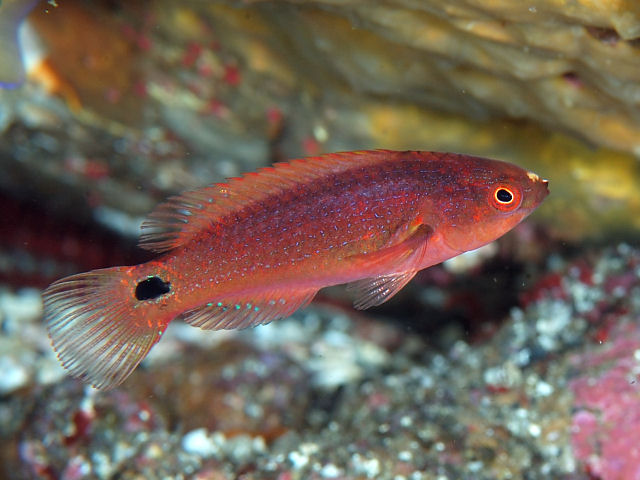
Cá con

C. exquisitus được phân bố rộng khắp các vùng biển thuộc khu vực Ấn Độ Dương - Thái Bình Dương. Tuy nhiên, quần thể C. exquisitus giữa hai đại dương có nhiều điểm khác biệt về mặt hình thái học; bên cạnh đó, quần thể C. exquisitus ở mỗi đại dương lại xuất hiện thêm nhiều kiểu hình ở từng khu vực địa lý. Mẫu định danh (hay mẫu gốc) của C. exquisitus được thu thập ở Mozambique, vì vậy quần thể ở Đông Phi nên được công nhận là loài C. exquisitus thực sự. Những quần thể còn lại nhiều khả năng chưa được mô tả khoa học, và nằm trong phức hợp loài exquisitus này.
Do chưa có những nghiên cứu sâu hơn về mặt phân loại học, C. exquisitus vẫn được xem là loài có phạm vi phân bố rộng nhất trong chi Cirrhilabrus này. Từ bờ biển Đông Phi và Nam Phi, bao gồm Madagascar và hầu hết các đảo quốc trên Ấn Độ Dương và các nhóm đảo ở cực nam Ấn Độ, phạm vi của C. exquisitus trải dài về phía đông đến quần đảo Line và Tuamotu ở Nam Thái Bình Dương, giới hạn phía bắc đến quần đảo Ryukyu (Nhật Bản), xa về phía nam đến rạn san hô Great Barrier.
C. exquisitus sống tập trung gần các rạn san hô và mỏm đá ngầm trên nền đá vụn ở độ sâu khoảng 6–40 m.

## Mô tả
Chiều dài lớn nhất được ghi nhận ở C. exquisitus là 12 cm. Cá cái và cá con đều giống nhau ở tất cả các kiểu hình, màu nâu đỏ với một đốm đen lớn trên cuống đuôi.
Số gai ở vây lưng: 11; Số tia vây ở vây lưng: 9; Số gai ở vây hậu môn: 3; Số tia vây ở vây hậu môn: 9; Số tia vây ở vây ngực: 15; Số gai ở vây bụng: 1; Số tia vây ở vây bụng: 5.

## Sinh thái học
Thức ăn của C. exquisitus là động vật phù du. Chúng thường hợp thành đàn khi kiếm ăn trên các rạn san hô.

## Thương mại
C. exquisitus được thu thập ngành trong ngành buôn bán cá cảnh, và được bán với giá khoảng 40–60 USD tại Hoa Kỳ.